# Onthophagus acrisius
Onthophagus acrisius är en skalbaggsart som beskrevs av Vladimir Balthasar 1946. Onthophagus acrisius ingår i släktet Onthophagus och familjen bladhorningar. Inga underarter finns listade i Catalogue of Life.